# Merkava
Merkava (hebräisch מֶרְכָּבָה ‚Streitwagen‘) ist eine Serie israelischer Kampfpanzer, die seit 1978 produziert werden. Das neueste Modell (Merkava IV) wird seit 2003 an die israelischen Streitkräfte ausgeliefert. Eine Besonderheit des Kampfpanzers ist der Einbau des Antriebsstranges in die Wannenfront, um als zusätzlicher Schutz für die Besatzung zu dienen. Mit einer Fahrzeugmasse von 65 Tonnen ist der Merkava IV im Jahr 2012 der schwerste in Serie produzierte Panzer der Welt. Das Chassis wird auch im Mannschaftstransporter Namer verwendet.

## Geschichte

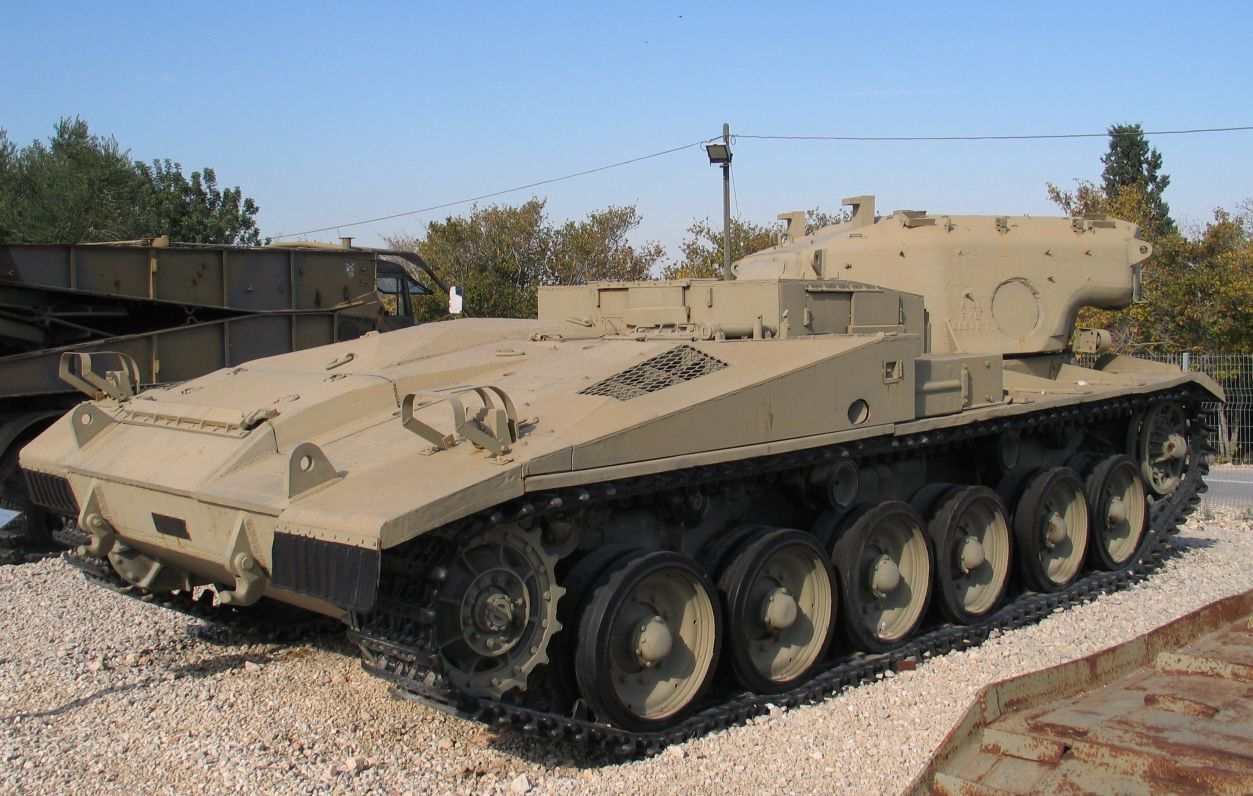
Prototyp des Merkava auf Basis der Centurion-Wanne

Spätestens nach dem Sechstagekrieg war klar, dass sich das kleine Israel keine großen Verluste im Krieg leisten konnte. Während des Krieges kämpfte der Zahal mit AMX-13-Panzern, Centurions und M50 Super Sherman (einer erheblich kampfwertgesteigerten Variante des Ursprungsmodells M 4), während die Gegner mit gleichwertigen Fahrzeugen wie T-34-85, SU-100 oder dem M48 Patton angriffen. Um auch in zukünftigen Konflikten zumindest eine technologische Parität zu erreichen, hatte Israel schon im Jahr zuvor (1966) ein Abkommen mit Großbritannien unterzeichnet, um gemeinsam den Kampfpanzer Chieftain zu entwickeln. Im Gegenzug sollte Israel bereits veraltete Centurions aus britischen Beständen kaufen, anschließend wollten die Briten eine Chieftain-Produktionslinie in Israel aufbauen. Jedoch trat Großbritannien 1969 auf Druck der arabischen Länder von diesem Abkommen zurück, nachdem zwei Prototypen des Panzers geliefert worden waren. Für Israel kam erschwerend hinzu, dass am 2. Juni 1967, also unmittelbar vor Ausbruch des Sechstagekrieges, Charles de Gaulle ein Waffenembargo über das Land verhängt hatte, womit Frankreich als dessen bis dato zuverlässigster Waffenlieferant ausgefallen war.
Israel erkannte, dass es sich von den Waffen- und Ersatzteillieferungen aus den alliierten Staaten unabhängig machen musste. Ein weiterer Grund für eine Eigenentwicklung waren die spezifischen Anforderungen der israelischen Armee. Während die Modelle der NATO-Staaten dazu konstruiert wurden, an jedem Ort der Erde und unter allen klimatischen Bedingungen zu funktionieren, stellt der Merkava eine Antwort auf das eng begrenzte Einsatzgebiet der Streitkräfte wie auch auf ihre charakteristische Taktik dar. So begann 1970 unter Leitung von General Israel Tal die Entwicklung eines Panzers, bei dem besonderes Augenmerk auf den Schutz der Besatzung gelegt wurde, der aber gleichzeitig möglichst einfach und preiswert sein sollte. Dadurch ergab sich eine Reihe von Besonderheiten: Da die zu dieser Zeit verfügbare Panzerungstechnik keinen Schutz vor Hohlladungsgeschossen bot, wurde entschieden, den Antrieb als zusätzlichen Schutz für die Besatzung in die Front des Fahrzeuges einzubauen. Der Turm wurde sehr flach gestaltet, da er in teilgedeckter Stellung die einzige Trefferfläche ist, und die Panzerung an der Turmfront wurde sehr stark geneigt. Die Hauptmasse der Munition wird in der Wanne gelagert, um bei Turmtreffern das Brandrisiko zu reduzieren. Bei den beweglichkeitsbestimmenden Komponenten wurden, verglichen mit den Kampfpanzern anderer Staaten, ebenfalls neue Konzepte umgesetzt: So wurde ein hoher Wert auf den Schutz vor Minen und Sprengfallen gelegt und der Unterboden entsprechend stark gepanzert. Am Fahrwerk wurden keine Drehstäbe verwendet, die in der Bodenwanne Platz beansprucht hätten, sondern Schwingarme, deren Oberseiten gegen Schraubenfedern drücken. So lassen sich beschädigte Fahrwerksteile schnell und kostengünstig reparieren. Die Luftfilter der Motoren wurden für die Wüste optimiert und bei den Gleisketten auf Gummipolster verzichtet. Da auch keine feuchten, matschigen Gebiete durchquert werden müssen, spielt der spezifische Bodendruck und somit das Fahrzeuggewicht eine untergeordnete Rolle. Merkava-Panzer sind nicht tiefwatfähig. Auf Transportierbarkeit mittels Bahn oder Flugzeugen wurde ebenfalls keine Rücksicht genommen.
Der erste Merkava Mark I wurde im April 1979 an den Zahal übergeben. Für die Produktion ist das MANTAK (Merkava Tank Office) zuständig, das dem israelischen Verteidigungsministerium untersteht. Der erste Kampfeinsatz eines Merkava Mk I fand im Libanonkrieg 1982 statt, als sich die ungewöhnliche Konstruktion gegen syrische T-72-Panzer bewährte. Die Erfahrungen flossen in das Nachfolgemodell Mk II ein, das ab 1983 produziert wurde. 1989 folgte das Modell Mk III mit modularer Verbundpanzerung, besserem Feuerleitsystem und 120-mm-Glattrohrkanone von Israel Military Industries. Das neueste Modell Mark IV befindet sich seit 2003 in Produktion. Wanne und Turm wurden komplett neu entwickelt, um bessere Leistungsparameter zu erreichen.

## Technik

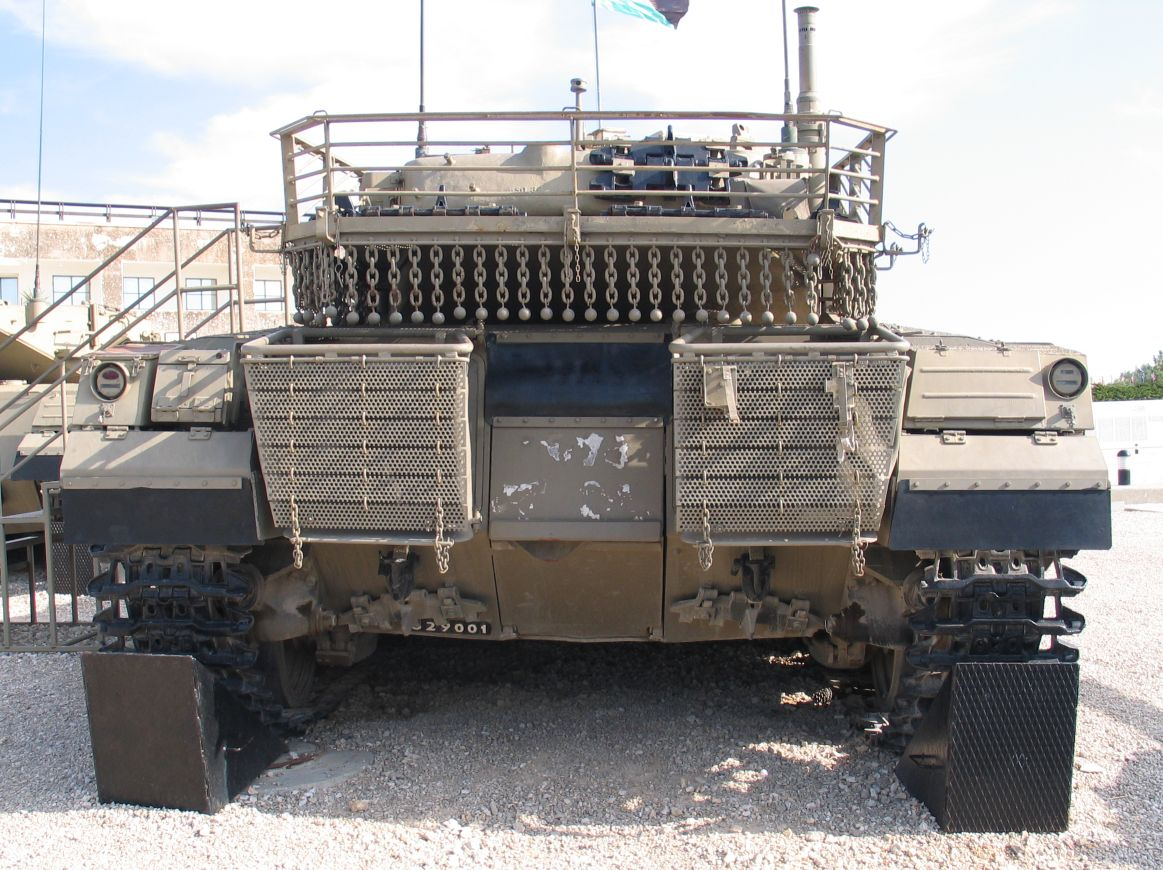
Heckansicht eines Mark II

Der Merkava ist ein Kampfpanzer mit vierköpfiger Besatzung. Der Fahrer sitzt dabei vorne links im Fahrzeug neben dem Motor. Die restlichen Besatzungsmitglieder sind im Turm untergebracht. Der Ladeschütze befindet sich links von der Hauptwaffe, Kommandant und Richtschütze rechts davon. Durch die Verlegung des Antriebsstranges in den vorderen Teil der Wanne eröffneten sich weitere Nutzungsmöglichkeiten des Wannenhecks. Im Normalfall lagert hier beim Merkava die Munition in feuerfesten Behältern sowie ein 60-Liter-Wassertank für die Besatzung. Die Zahl der Geschosse kann aber reduziert werden, um eine kleine Gruppe Infanteriesoldaten zu transportieren oder einen Kommandoposten einzurichten. Es existiert sogar eine „Tankbulance“-Ausstattung mit zwei Tragen im Heck sowie medizinischer Ausrüstung und Personal zur Erstversorgung. Falls der eigene Panzer abgeschossen wurde, steht durch die Heckklappe auch ein weiterer Ausgang bereit. Über diesen kann das Fahrzeug während des Gefechtes auch aufmunitioniert werden.

### Bewaffnung und Feuerleitung

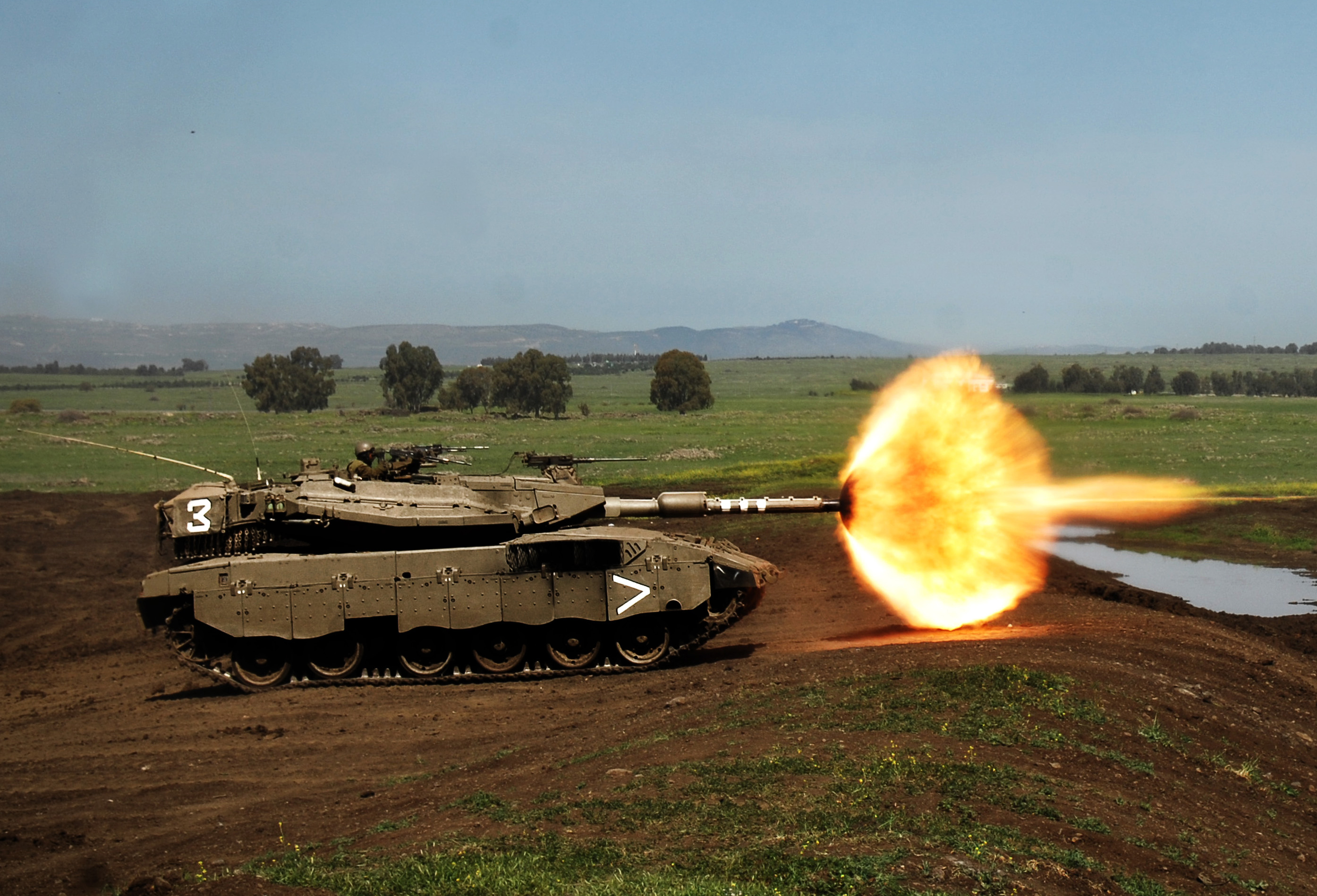
Schießender Merkava IIID

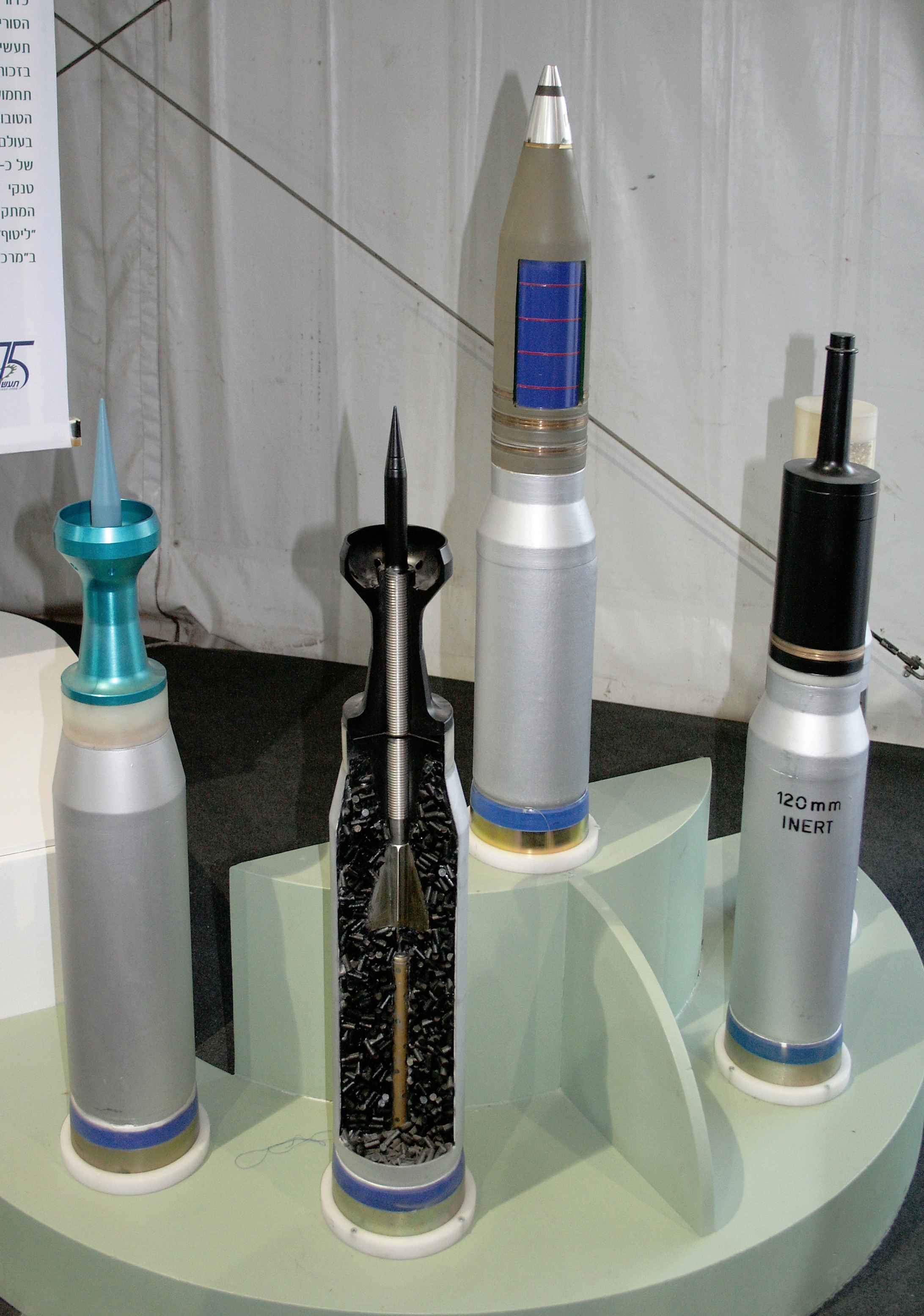
120-mm-Munition: M324, M322, M329 und M325

Die Versionen Merkava Mk I und Mk II sind wie andere westliche Kampfpanzer der damaligen Zeit mit einer Lizenzproduktion der Royal-Ordnance-L7-Zugrohrkanone M68 im Kaliber 105 mm ausgerüstet. Der Höhenrichtbereich liegt bei +20° bis −8,5°. Mit der Waffe kann APDS-, HEAT-, HESH-, Phosphor- und APFSDS-Munition verschossen werden. Der gesamte Munitionsvorrat beträgt 62 Schuss, wovon sechs als Bereitschaftsmunition im Turm gelagert werden, der Rest in feuerfesten Behältern im Wannenheck. Beide Versionen sind mit dem digitalen Feuerleitsystem Matador Mk 1 ausgerüstet, das einen Laserentfernungsmesser und andere Sensoren zu Ballistikberechnung verwendet. Es können Vorhalte für bis zu sechs verschiedene Munitionsarten berechnet werden. Dem Kommandanten steht ein Periskop mit wahlweise 4- oder 20-facher Vergrößerung zur Verfügung, das automatisch gegenläufig zur Turmbewegung rotiert (Pseudostabilisierung). Der Richtschütze kann zwischen 1- und 8-facher Vergrößerung wählen. Ab der Version Mark IIB steht ein Wärmebildgerät zur Verfügung; sonst muss nachts ein Schießscheinwerfer verwendet werden, um folgende Munitionsarten ins Ziel zu bringen:
- M111 APFSDS: Wuchtmunition aus Wolframlegierung, das in Deutschland als DM 23 für die 120-mm-Kanone adaptiert wurde
- M426 APFSDS: modernes Unterkalibergeschoss aus einer Wolframlegierung, Adaption des deutschen DM 63
- M117 APAM: setzt luftzündende Submunition zur flächigen Bekämpfung von Infanterie oder Helikoptern frei; bei Aufschlagszündung explodiert die Submunition in der Granate (APAM englisch Anti-Personnel, Anti-Material)
- M152 HEAT: Mehrzweckgranate mit Hohlladung
- M494 APER-T: Kartätschenmunition mit 5.000 Flechettes (APER-T: englisch antipersonnel-tracer)
- M156 HESH: Quetschkopfgranate, gegen Panzer und Gebäude
- M158 SMOKE: Rauchgranate um Gegnern die Sicht zu nehmen
- M436 STUN: nichttödliche Waffe, Effekt wie Blendgranate
- M420 KE-Üb-Mun: simuliert das M426-Geschoss

Die Hauptwaffe wurde ab der Version Mk III durch eine 120-mm-Glattrohrkanone von IMI ersetzt, die 44 Kaliberlängen lang ist. Der Elevationbereich sank dadurch auf +20°/−7°; die Munitionsmenge auf 48 Geschosse. Das Feuerleitsystem wurde durch das modernere Knight Mk 3 ersetzt, das präzises Schießen aus der Fahrt heraus ermöglicht. Das System ist noch mit einem Automated Target Tracking (ATT) ausgerüstet, das den Haltepunkt automatisch auf das Ziel setzt. Das Periskop des Kommandanten erhielt eine 4- und 14-fache Vergrößerung, zudem erhielt es die Möglichkeit, auf die Sichtsysteme des Richtschützen zugreifen zu können. Dessen Visier ist um beide Achsen stabilisiert und besitzt eine 5-fache Vergrößerung bei Infrarot- sowie 12-fach bei Tageslicht. Erst die neueste Version Mk IV ist voll Hunter/Killer-fähig; hier wurde auch dem Kommandanten ein vollstabilisiertes Sichtsystem mit Wärmebildgerät zugestanden, während der Richtschütze das neue Feuerleitsystem Knight Mark 4 verwendet. Beim Mk IV ist im Turmheck auch eine Trommel mit zehn Schuss Bereitschaftsmunition eingebaut, um die Arbeit des Ladeschützen zu erleichtern. Bei der Version Mk III Baz ist ein ähnliches System am Boden des Turmkorbes angebracht. Da die Waffe nach dem NATO-Standard für 120-mm-Glattrohrkanonen (STANAG 4385) konstruiert wurde, können alle Arten von 120-mm-Munition verschossen werden. Folgende Munitionsarten werden vom Zahal eingesetzt:
- M322 APFSDS: Unterkalibergeschoss aus einer Wolframlegierung, Hauptmunition des Merkava gegen Kampfpanzer
- M338 APFSDS: modernstes Unterkalibergeschoss mit Wolframpenetrator, basiert wie das M426 auf dem DM 63; die temperaturunabhängige Treibladung wird hier als Low Vulnerability propellant (LOVA) bezeichnet
- LAHAT: lasergelenkter Panzerabwehrflugkörper mit bis zu 8 km Reichweite
- M329 APAM: setzt luftzündende Submunition zur flächigen Bekämpfung von Infanterie oder Helikoptern frei; bei Aufschlagszündung explodiert die Submunition in der Granate
- M339 HE-MP: programmierbare Hochexplosivgranate, wählbar zwischen Verzögerungszündung, Aufschlagszündung und Luftzündung
- M337 STUN: nichttödliche Waffe, Effekt wie Blendgranate
- M324 KE-Üb-Mun: simuliert das KE-Geschoss

Als Blenden-MG ist ein FN MAG im Kaliber 7,62 × 51 mm eingebaut, das über einen Munitionsgurt mit 2000 Schuss versorgt wird. Weitere Maschinengewehre gleichen Kalibers sind auf dem Dach vor der Luke des Kommandanten und dem Ladeschützen aufgebaut. Insgesamt werden etwa 10.000 Schuss MG-Munition mitgeführt. Bei Bedarf kann ab der Version Mk III LIC ein Browning M2 auf die Blende montiert werden, um als zweites koaxiales Maschinengewehr gegen besser geschützte Ziele eingesetzt zu werden. Damit können auch Technicals auf größere Entfernung zerstört werden.
Als Zusatz ist der Merkava noch mit einem 60-mm-Mörser ausgerüstet. Beim Mark I musste dieser noch von der Mündung geladen werden, was das Besatzungsmitglied gegnerischem Feuer aussetzte. Ab der Version Mk II kann der Mörser auch von innen geladen werden. Es werden etwa 30 Schuss mitgeführt, die aus HE-, Rauch- und Leuchtgranaten bestehen. Damit sollen verdeckte Panzerabwehrstellungen aus sicherer Position beschossen werden können.

### Fahrwerk und Antrieb

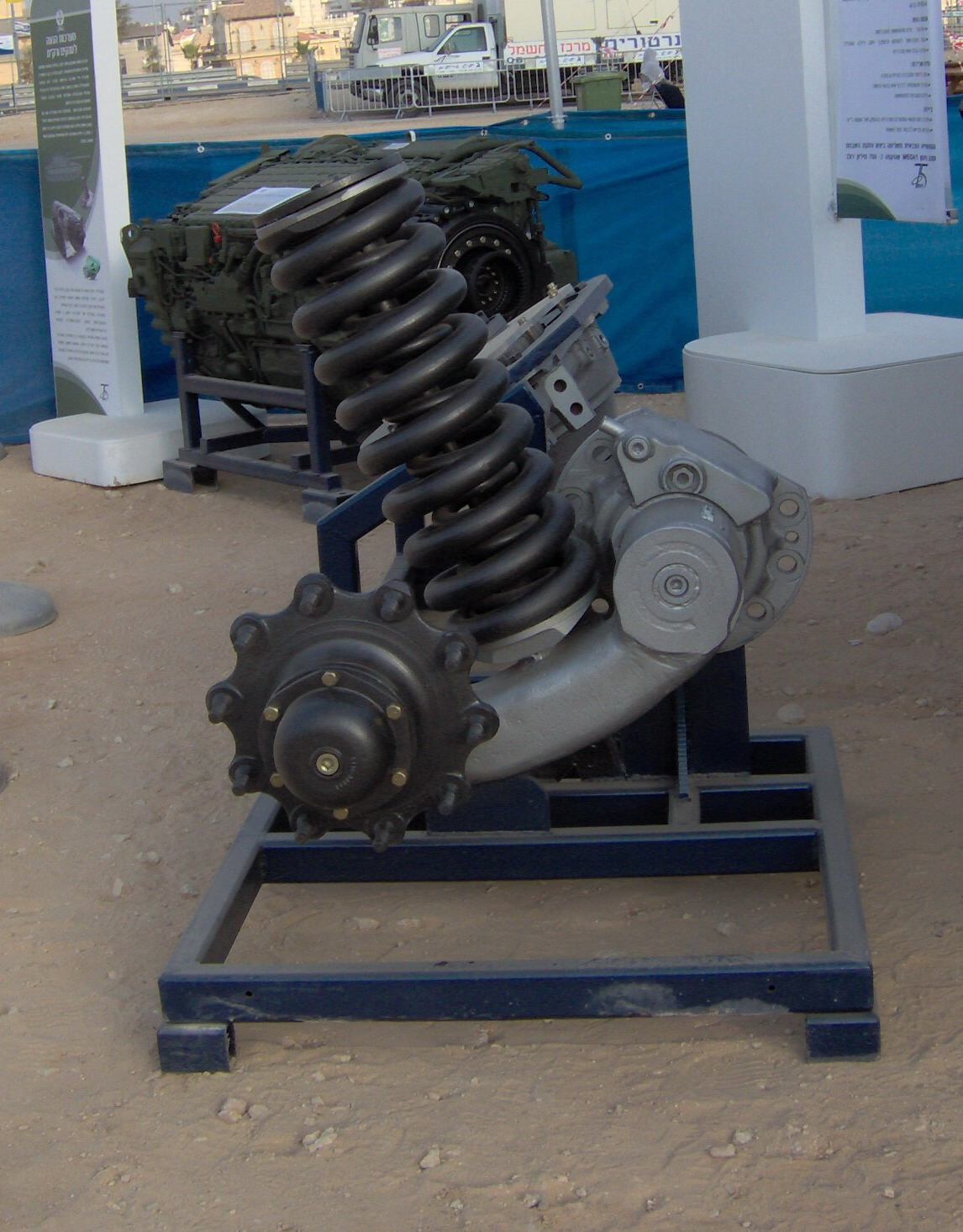
Schwingarm mit Schraubenfeder

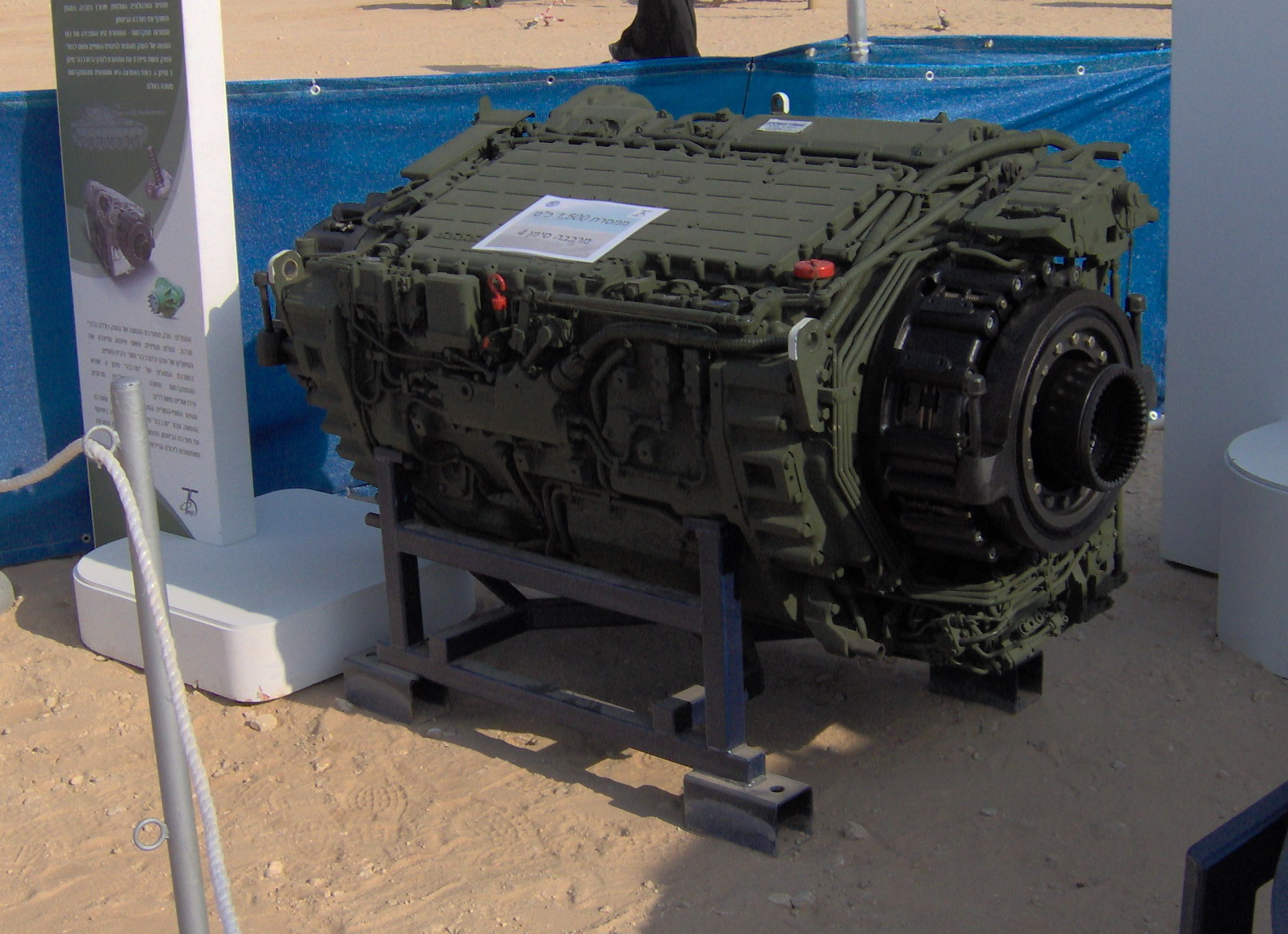
Getriebe des Merkava Mk IV

Der Merkava hat ein Stützrollenlaufwerk mit sechs Laufrollen und zwei Stützrollen je Seite und außenliegenden Schraubenfedern. Die ersten und letzten Laufrollenpaare sind mit hydraulischen Rotationsstoßdämpfern versehen. Die Federn sind nur mit ihrer Oberseite an der Wanne befestigt, die Schwingarme können sich bei schneller Geländefahrt beliebig weit nach unten drehen. Die Bodenfreiheit beträgt 470 mm. Die Konstruktion bewährte sich in der Praxis, da die Aufhängung preisgünstig ist und bei Minenschäden schnell ausgewechselt werden kann. Das Design der Laufrollen mit einem Durchmesser von 790 mm wurde vom Centurion übernommen. Als Kampfwagenkette wurde eine lebende Scharnierkette ohne Gummipolster gewählt. Der Vorteil liegt in der einfachen Ausführung und den relativ geringen Beschaffungskosten. Verglichen mit anderen Panzern fallen der Fahrkomfort und die Höchstgeschwindigkeit im Gelände beim Merkava deshalb geringer aus, da das Laufwerk kompromisslos auf geringe Kosten und gute Reparierbarkeit ausgelegt wurde.
Die Version Mk I ist mit einem V12-Dieselmotor AVDS-1790-6A des Herstellers Teledyne Continental (heute General Dynamics Land Systems) mit 900 PS (662 kW) und dem halbautomatischen CD-850-6BX-Getriebe von Allison Transmission ausgerüstet. Das Triebwerk ist eine leistungsgesteigerte Version des M60-Motors, das Wende-, Schalt- und Lenkgetriebe wurde ebenfalls übernommen. Der Auspuff befindet sich auf der rechten Wannenseite neben dem Aggregat. Der Motor gibt seine Leistung an einen Drehmomentwandler ab, der jedoch über keine mechanische Überbrückung bei ähnlichen Ein- und Ausgangsdrehzahlen verfügt, was einen relativ hohen Kraftstoffverbrauch des Fahrzeugs zur Folge hat. Die Kraft wird an ein Schaltgetriebe weitergegeben, welches über zwei Vorwärtsgänge und einen Rückwärtsgang verfügt. Die Kraft wird dann links und rechts vom Getriebe über die Nullwelle zu den Antriebsrädern geleitet. Dazwischen befindet sich auf jeder Seite das Einradien-Überlagerungslenkgetriebe, um den Panzer zu steuern. Es besteht aus jeweils zwei Kupplungen, die entweder auf beiden Seiten greifen (Geradeausfahrt) oder nur einseitig (Kurvenfahrt). Die Enddrehzahl nach den Überlagerungslenkgetrieben wird über Seitenvorgelege zu den Antriebsrädern geleitet. Der Triebwerkswechsel kann im Feld in etwa 60 Minuten durchgeführt werden.
Die Version Merkava Mk II wurde mit einem hydromechanischen Automatikgetriebe von Ashot Ashkelon ausgerüstet. Die Zahl der Gänge stieg auf vier Vorwärts- und drei Rückwärtsgänge. Auf den angedachten Einbau einer Gasturbine beim Mk II wurde aber verzichtet. Das Getriebe wurde auch beim Mk III beibehalten, allerdings wurde hier ein stärkerer V12-Motor vom Typ Teledyne Continental AVDS-1790-9AR mit 1200 PS (880 kW) eingebaut. Wie das Vorgängermodell ist auch dieses Aggregat aus Gründen der Einfachheit luftgekühlt. Erst die Version Mk IV wurde wegen des höheren Leistungsbedarfs mit einem wassergekühlten MTU-Motor der Baureihe 883 mit 1500 PS (1100 kW) und dem hydromechanischen Schalt-, Wende- und Lenkgetriebe RK 325 der Firma Renk ausgestattet. Es ermöglicht einerseits die Kraftübertragung und Lenkung und sorgt andererseits durch die integrierten Betriebsbremsen und Retarder für einen sicheren Stillstand des Fahrzeuges. Der Antriebsstrang arbeitet hier wie im Leopard 2: Der Motor gibt seine Leistung an einen Drehmomentwandler ab, welcher bei ähnlichen Ein- und Ausgangsdrehzahlen mechanisch überbrückt wird. Das Drehmoment geht dann in ein Automatikgetriebe mit fünf Vor- und Rückwärtsgängen, das auch die hydrostatischen Pumpen enthält, und von dort auf die Nullwelle. Die Kraft des Motors wird links und rechts des Getriebes mit gleicher Drehzahl über die Nullwelle an die Summiergetriebe weitergegeben, wo sie mit der Drehzahl eines Hydraulikmotors kombiniert wird, um Kurvenfahrten und das Drehen um die Hochachse zu ermöglichen. Die Ölflussmenge jedes Hydraulikmotors bestimmt der Fahrer durch das Lenken. Wie beim Leopard 2 werden bei starken Lenkbewegungen zusätzliche hydrodynamische Kupplungen zur Aufteilung des Kraftflusses verwendet, um die Hydraulikmotoren zu entlasten. Die Enddrehzahl nach den Summiergetrieben wird über Seitenvorgelege zu den Antriebsrädern geleitet. Das gesamte Antriebsaggregat wiegt 4,9 Tonnen. Die Kühler des Motors befinden sich rechts der Fahrerluke. Das Tankvolumen beträgt wie bei allen Merkava-Versionen etwa 1400 Liter.

### Panzerung und Schutzsysteme

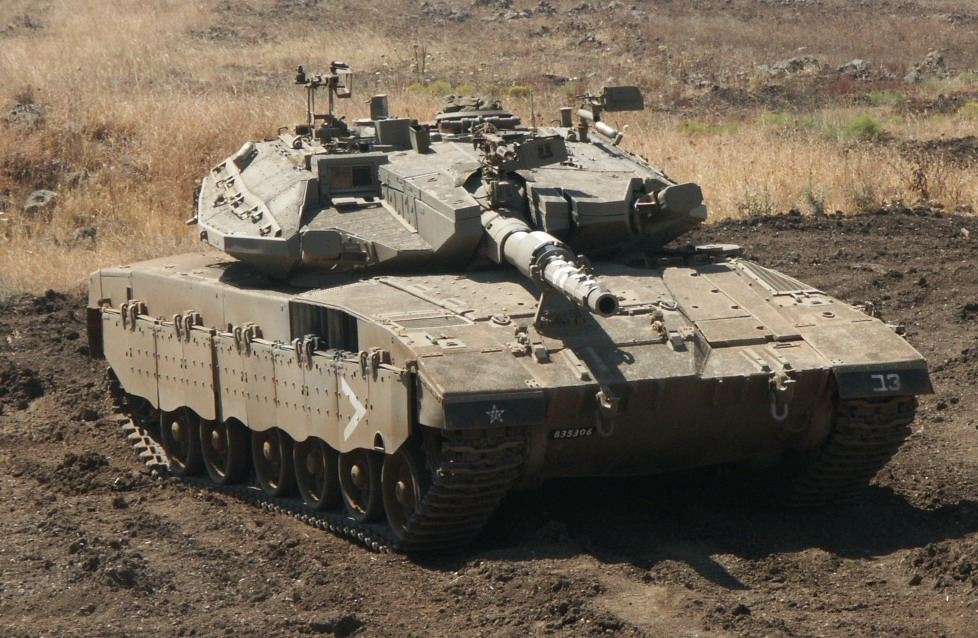
Merkava IIID mit Verbundpanzerung

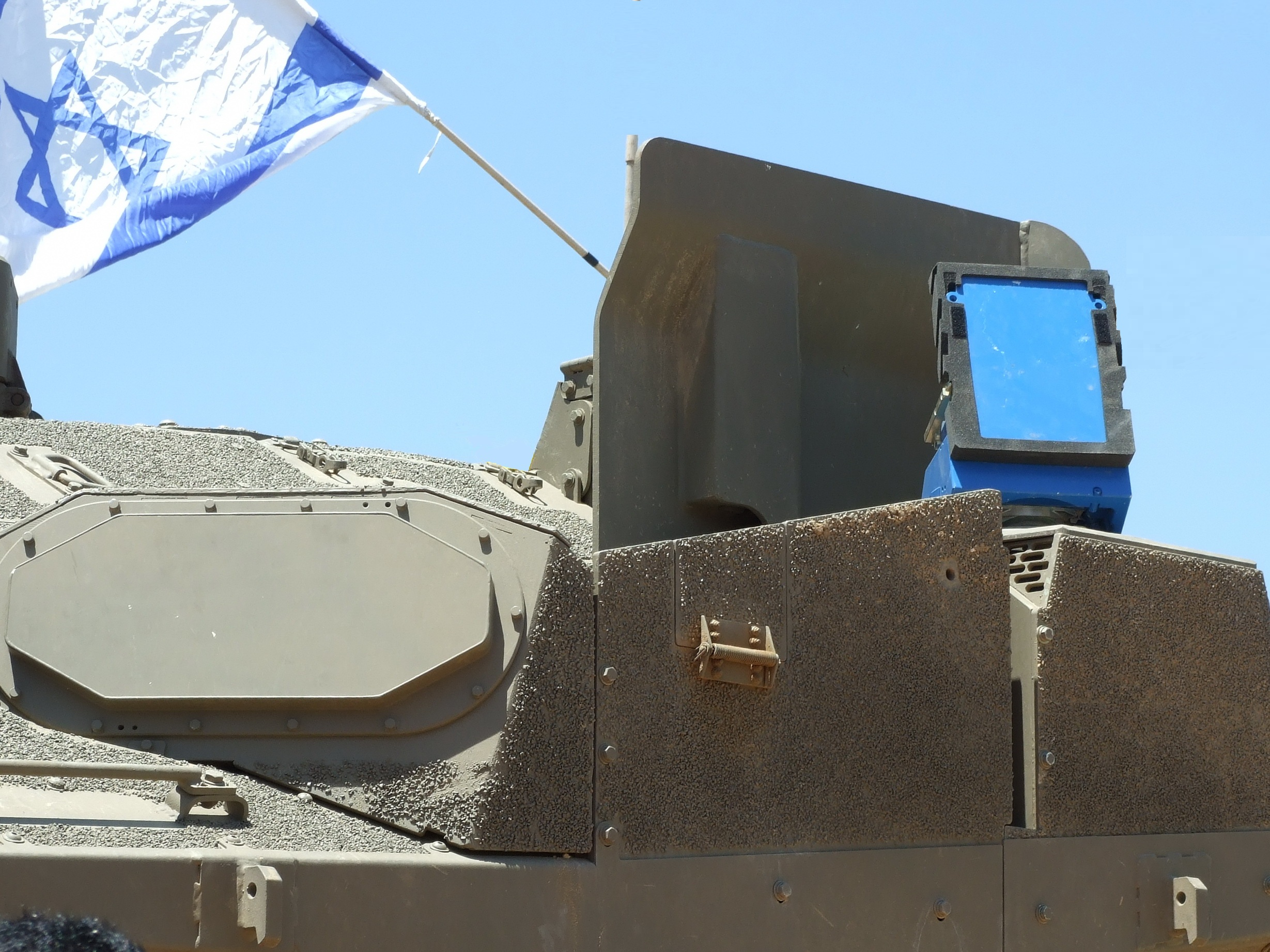
AESA-Radar und Abschusseinheit mit blauer Übungsmunition. Das Blech soll die Besatzung vor Splittern schützen.

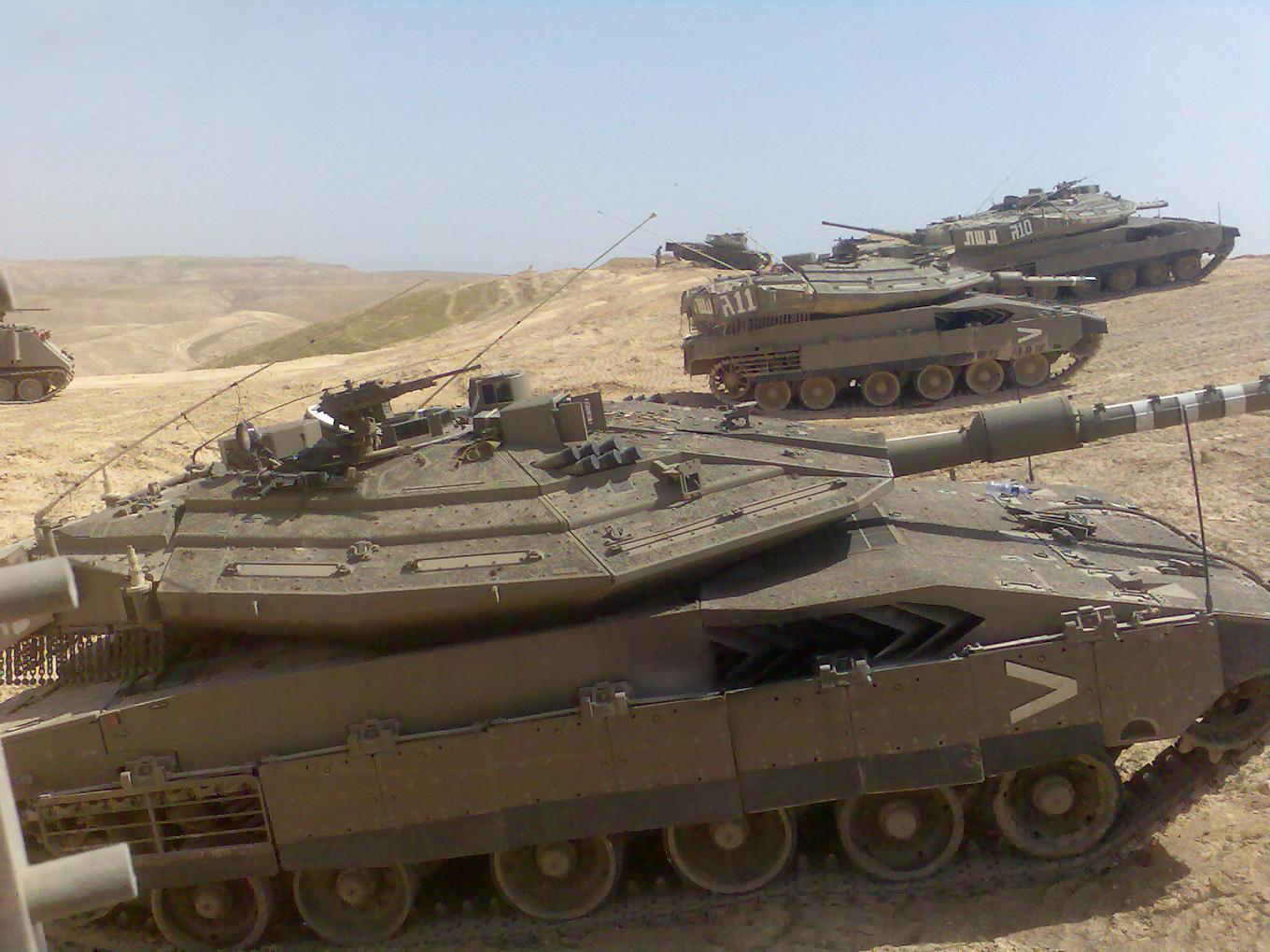
Merkava IV mit Keilpanzerung am Turm. Gegenüber den Versionen I bis III wurde auch die Wannenfront geändert.

Aufgrund der israelischen Erfahrungen mit asymmetrischer Kriegführung verfügen alle Merkava-Panzer über einen guten Minenschutz. Der zentimeterdicke Wannenboden ist dabei V-förmig ausgebildet, um die Wucht der Explosion zu den Seiten abzuleiten. Die Sitze der Besatzung sind vom Fahrzeug entkoppelt und haben keinen Kontakt zum Fahrzeugboden. Zusätzlich ist der Kraftstoff in selbstabdichtenden Treibstofftanks untergebracht. Ein großes Augenmerk wurde auf die Verhinderung von Bränden gelegt. Ab 1981 steht dazu das Automatic Fire and Explosion Detection and Suppression System (AFEDSS) zur Verfügung, das in alle Merkavas eingebaut ist. Optische Sensoren überwachen den Kampfraum, sie erkennen einen HEAT- oder KE-Durchschuss in 2 ms und ein Feuer oder eine Explosion in 3 ms. Sobald das System einen Durchschuss oder ein Feuer detektiert, wird innerhalb von 100 ms der Löschvorgang mit Halon eingeleitet. Der Betriebsmodus kann zwischen Normal und Kampf gewählt werden, eine manuelle Auslösung ist auch möglich. Der Triebwerksraum wird durch Thermistoren überwacht, die bei Überhitzung und Feuer Alarm schlagen. Nur bei Bränden wird ein automatischer Löschvorgang eingeleitet. Wird der Löschvorgang manuell eingeleitet, wird auch das Triebwerk abgeschaltet.
Der Panzerschutz des Merkava ist mit Fahrzeugen ähnlicher militärischer Lastenklasse der jeweiligen Zeit vergleichbar, wobei die Merkava der ersten Serien dem Stand der Technik hinterherhinkten. Die Versionen Mark I (ab 1978) und Mark II (ab 1983) bestanden zum Beispiel gänzlich aus Panzerstahl, während moderne Kampfpanzer der damaligen Zeit wie M1 Abrams und T-64 oder T-72 längst auf Verbundpanzerungen setzten. Die Turmfront der Merkavas wurde dabei stark geschossabweisend gestaltet. Die Turmseiten wurden als Schottpanzerung entworfen, wobei der Hohlraum von oben über Luken zugänglich ist, so dass diese auch als Stauraum genutzt werden können. Um den Rückstand bei der Schutztechnologie zu verkürzen, wurden bei der Version Mark IID modulare Platten mit Verbundpanzerung auf das Fahrzeug montiert. Erst die Version Merkava Mk III, die ab Dezember 1989 produziert wurde, hatte mit der modularen Panzerung Kasag eine zeitgemäße Verbundpanzerung. Da diese Version auch mit der neuen 120-mm-Glattrohrkanone ausgerüstet war, musste der Turm neu konstruiert werden. Die massiven Panzerungskeile an der Turmfront und die „Backen“ links und rechts des Turmes können bei Gefechtsschäden ausgewechselt werden, ebenso die vier Panzerungsmodule für das vordere Turmdach. Die Wanne wurde aber weiter kaum geändert, was sich besonders am Schutz der Fahrzeugfront negativ bemerkbar machte: Zu der Zeit, als kein wirksamer Panzerschutz gegen Hohlladungen existierte, war der Fronteinbau des Triebwerks eine Möglichkeit, „Opfermasse“ in Form des Motors nach vorn zu verlegen (d. h. die Durchgangsstrecke von einfliegenden Geschossen zu erhöhen), um den Schutz der Besatzung zu erhöhen. Mit dem Aufkommen von Verbundpanzerungen und Faserverbundwerkstoffen kann fast jeder Panzerschutz ohne übermäßiges Gewicht realisiert werden, was allerdings mit einer hohen Bautiefe verbunden ist. Letztlich wurde beim Merkava Mark IV die Wanne neu entwickelt, auch um das neue wassergekühlte MTU-Aggregat beziehungsweise seine Kühler aufnehmen zu können. Dabei wurde die Oberseite der Wannenfront stark aufgedickt, um den Panzerschutz zu verbessern. Durch den Raumbedarf des Antriebes ist die Bautiefe jedoch begrenzt. Der Mark IV besitzt zusätzlich einen neugestalteten Turm, an dem im vorderen 180°-Bereich keilförmige Panzerungsmodule angebracht werden. Alle Merkava-Versionen besitzen Seitenschürzen, wobei hier verschiedene Varianten existieren. Je nach Dicke kann so der Panzerschutz der erwarteten Flankenbedrohung angepasst werden.
Die Nebelmittelwurfanlage ist bei allen Merkavas an der Turmfront angebracht und besitzt in der Regel sechs Wurfbecher pro Seite. Der Panzer kann sich auch durch das Einspritzen von Diesel in den Abgasstrahl einnebeln. Die Version Mark IV wird noch mit dem Hardkill-System Trophy-HV von Rafael ausgerüstet, welches von den israelischen Streitkräften als Windbreaker (ASPRO-A) bezeichnet wird. Dieses besteht aus vier splittergeschützten Radaranlagen vom Typ Elta ELM-2133, die eine 360°-Rundumsicht gegen Luftziele ermöglichen. Wenn die Active Electronically Scanned Arrays ein Ziel geortet haben, werden der Azimut- und Elevationswinkel, die Geschwindigkeit und Entfernung des Ziels, der wahrscheinliche Einschlagspunkt, die Zeit bis zum Einschlag und der Startpunkt des Ziels berechnet. Dadurch kann der Schütze den Gegner unverzüglich bekämpfen. Befindet sich ein Projektil auf Kollisionskurs zum eigenen Fahrzeug, wird diese Information an die abstandsaktiven Schutzsysteme weitergegeben. Trophy-HV richtet dann eine drehbare projektilbildende Ladung auf die Bedrohung aus. Die Ladung wird gezündet, wenn sich das angreifende Projektil wenige Meter vor dem Panzer befindet. Die Explosion der Ladung erzeugt einen Splitterkegel, der die angreifende Waffe zerstören soll. Es befindet sich jeweils eine Abschusseinheit auf jeder Turmseite; nach dem Schuss wird die Einheit durch einen Autolader neu bestückt. Am 1. März 2011 wurde an der Grenze zum Gazastreifen erstmals eine Panzerabwehrwaffe mit dem Hardkill-System abgeschossen. Wenig später, am 20. März, flog eine Panzerabwehrwaffe an einem anderen Merkava IV vorbei. Das System berechnete wie vorgesehen den Startpunkt, sodass die Besatzung das Feuer unverzüglich auf die Angreifer richten konnte. Zusätzlich sind Mk III BAZ und Mk IV mit dem Laserwarner LWS-2 von Amcoram ausgerüstet.
|                     | Merkava I | Merkava IID | Merkava IIID | Merkava IV |
| ------------------- | --------- | ----------- | ------------ | ---------- |
| Wannenfront vs KE   | 380 mm    | 480 mm      | 760 mm       | ≈800 mm    |
| Wannenfront vs HEAT | 470 mm    | 600 mm      | 1380 mm      | ≈1400 mm   |
| Turmfront vs KE     | 550 mm    | 760 mm      | 790–0820 mm  | 1030 mm    |
| Turmfront vs HEAT   | 800 mm    | 1150 mm     | 1530–1650 mm | 1940 mm    |

Die Schätzungen über den Panzerschutz der verschiedenen Ausführungen des Merkava sind in folgender Tabelle in RHA-Äquivalent gegen Hohlladungs- und KE-Geschosse zusammengefasst. Die Werte für die Wannenfront beinhalten noch den Antriebsstrang. Für den Merkava IV wird eine Aufdickung der Wannenfront um etwa zehn Zentimeter angenommen. Der Panzerschutz des Merkava III und IV ist an den Turmseiten fast genauso hoch wie an der Turmfront, da dieselben Module verwendet werden. Durch die homogenere Verteilung der Panzerungsmasse des Fahrzeuges werden nicht die Maximalwerte vergleichbarer Modelle wie Leopard 2A5 oder M1A2 Abrams erreicht. Die angegebenen Schutzwerte des Merkava IIID an der Turmfront gegen Hohlladungen liegen über denen des Merkava IV, da der Mark IV eine nur um etwa 50° zur Seite geneigte Turmfront besitzt, während die Turmfront des Merkava IIID durch das heruntergezogene Dach wesentlich günstiger gestaltet ist. Da das Fahrzeuggewicht gleich blieb, konnte der Panzerschutz nur unwesentlich verbessert werden. Zum Schutz vor Minen und Sprengfallen können bei allen Merkavas noch Minenroller an die Fahrzeugfront montiert werden.

## Versionen

### Merkava Mark I

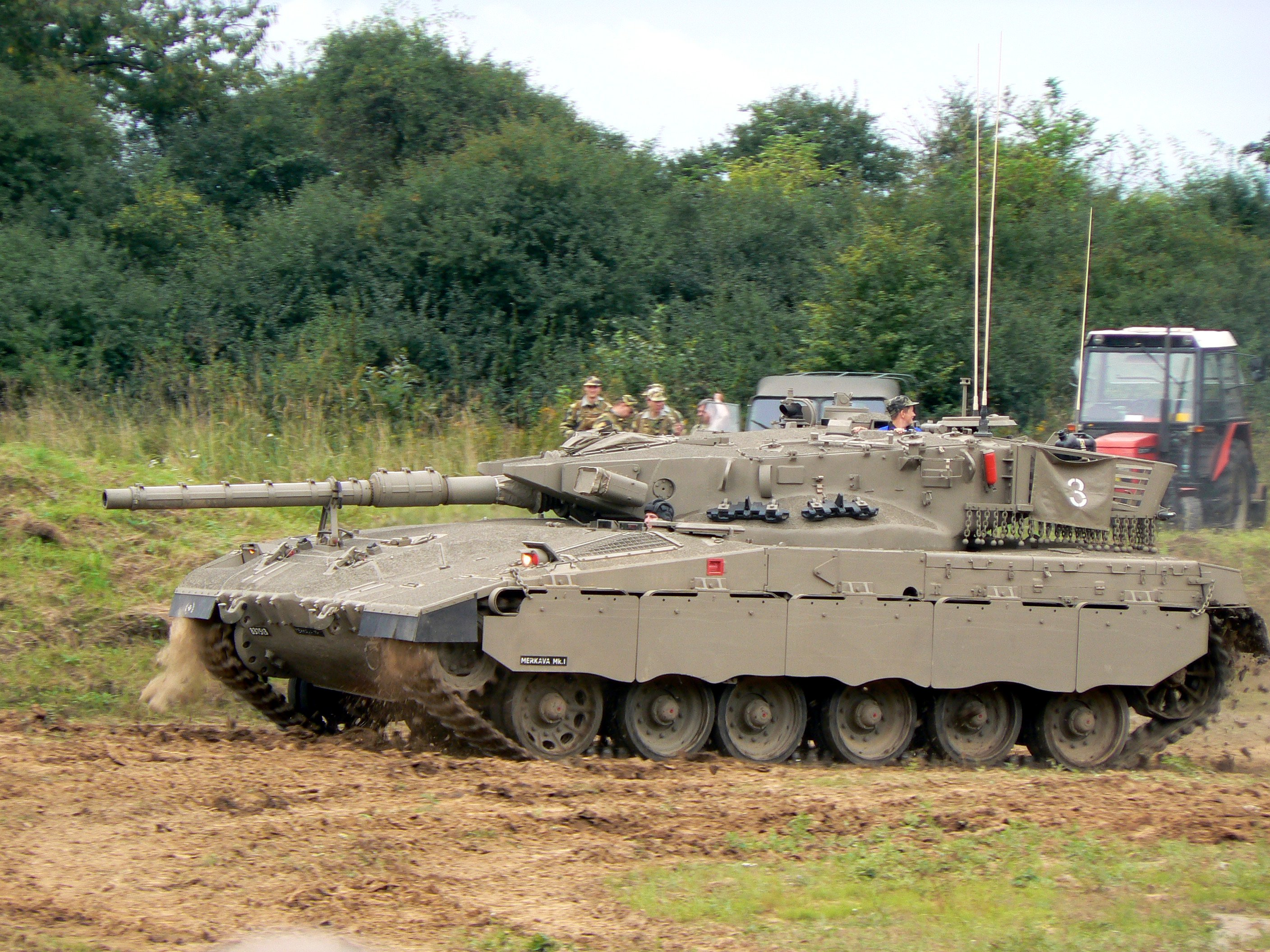
Mark I bei einer Waffenschau in Tschechien

Der Mark I wird seit 1978 eingesetzt und ist heute noch in der Armeereserve anzutreffen. Das Fahrzeug wiegt 63 Tonnen und wird von einem 662 kW leistenden Motor angetrieben, was wie beim Chieftain zu einem Leistungsgewicht von lediglich 10,5 kW/t führt. Die Bewaffnung besteht aus einer 105-mm-Zugrohrkanone M68 mit 62 Schuss, davon sechs als Bereitschaftsmunition im Turm, die übrige Munition wird in der Wanne gelagert. Für den Nachtkampf wird Gefechtsfeldbeleuchtung benötigt. Zusätzlich zur Hauptwaffe sind insgesamt drei 7,62-mm-Maschinengewehre zur Infanterieabwehr am Turm angebracht. Der 60-mm-Mörser kann nur extern geladen werden, was das ladende Besatzungsmitglied einem Risiko aussetzt. Der Ersteinsatz erfolgte im Libanonkrieg 1982, wo die Merkavas T-72-Panzer der Syrer abschossen. Die Erfahrungen führten zu weiteren kleinen Verbesserungen, wie der Anbringung von an Ketten hängenden Kugeln als Abstandshalter am Turmheck zum Schutz gegen die relativ langsam fliegenden Geschosse von reaktiven Panzerbüchsen.

### Merkava Mark II
Diese Version wurde im April 1983 in Dienst gestellt und erhielt Verbesserungen, welche die Kampferfahrungen im Libanonkrieg des Vorjahres berücksichtigten. Das Fahrzeug wurde etwas besser für Konflikte niedriger Intensität ausgerüstet, wobei das Fahrzeuggewicht bei 63 Tonnen blieb. Der relativ leistungsschwache Motor des Vorgängermodells wurde beibehalten, aber ein neues Getriebe von Ashot Ashkelon eingebaut, um die Anzahl der Gänge zu erhöhen. Hauptwaffe und Feuerleitausrüstung blieben gleich, jedoch konnte der Mörser nun aus dem Fahrzeuginneren geladen und abgefeuert werden. Die Merkava II sind heute noch im israelischen Heer im Einsatz. Es existieren dabei drei Varianten:
- Mark IIB: wurde mit einem Wärmebildgerät und Verbesserungen am Feuerleitsystem kampfwertgesteigert
- Mark IIC: mit Zusatzpanzerung am Turmdach
- Mark IID: verwendet modulare Verbundpanzerung an Turm und Wanne

### Merkava Mark III

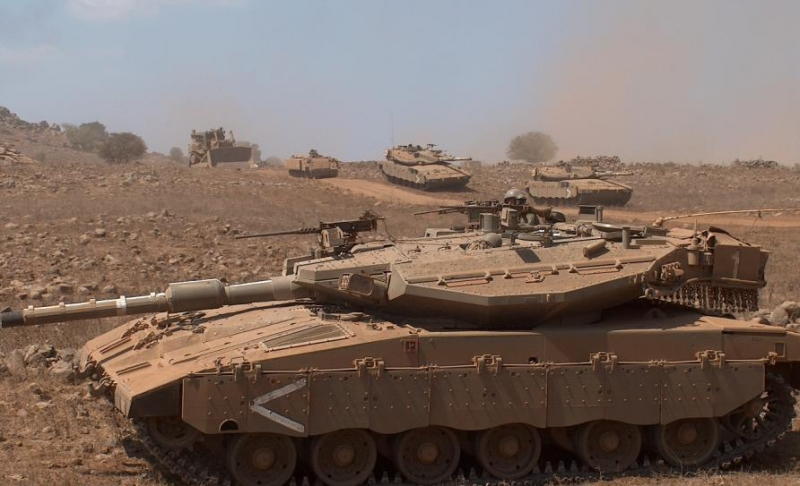
Mark III BAZ mit schwerem Maschinengewehr auf der Blende

Der Merkava Mark III wird seit Dezember 1989 von der israelischen Armee verwendet. Der Motor wurde durch ein leistungsstärkeres Modell mit 880 kW ersetzt, das ebenfalls luftgekühlt ist. Damit konnte die spezifische Leistung des nun 65 Tonnen schweren Panzers auf 13,5 kW/t erhöht werden, was auch der Höchstgeschwindigkeit zugutekam, die von 50 km/h auf 60 km/h stieg. Hauptneuerung war die 120-mm-Glattrohrkanone von Israel Military Industries mit 44 Kaliberlängen, Rauchabsauger und 48 Patronen. Das Feuerleitsystem wurde modernisiert und erlaubt nun das präzise Schießen aus der Fahrt heraus. Erstmals wurde serienmäßig bei einem Panzer der Merkava-Reihe Verbundpanzerung eingesetzt. Weitere kleine Verbesserungen sind ein Telefon am Wannenheck, um mit abgesessener Infanterie zu kommunizieren, verbesserte Munitionscontainer und eine Klimaanlage. Um die Brandgefahr zu reduzieren, wurde die hydraulische Turmdrehanlage durch eine elektrische ersetzt. Vom Mark III existieren folgende Unterversionen:
- Mark IIIB: mit verbesserter Panzerung
- Mark III BAZ: steht seit 1995 zur Verfügung, Neuerungen sind ein Automatic Target Tracker, ein verbessertes ABC-Schutzsystem, eine Klimaanlage, verbesserte Panzerung und Rückwärtskamera für den Fahrer
- Mark III LIC: Mk III BAZ, welcher für Low Intensity Conflicts ausgestattet ist; dazu gehören ein achsparalleles M2 Browning, die M337-STUN-Granate, geschützte Optiken, Außenkameras und eine Kugelblende in der Heckklappe[14]
- Mark IIID: wird auch als Dor-Dalet bezeichnet; Version mit neuer modularer Verbundpanzerung an Turm und Wanne, verbesserten Gleisketten und fernbedienbarer Waffenstation

### Merkava Mark IV

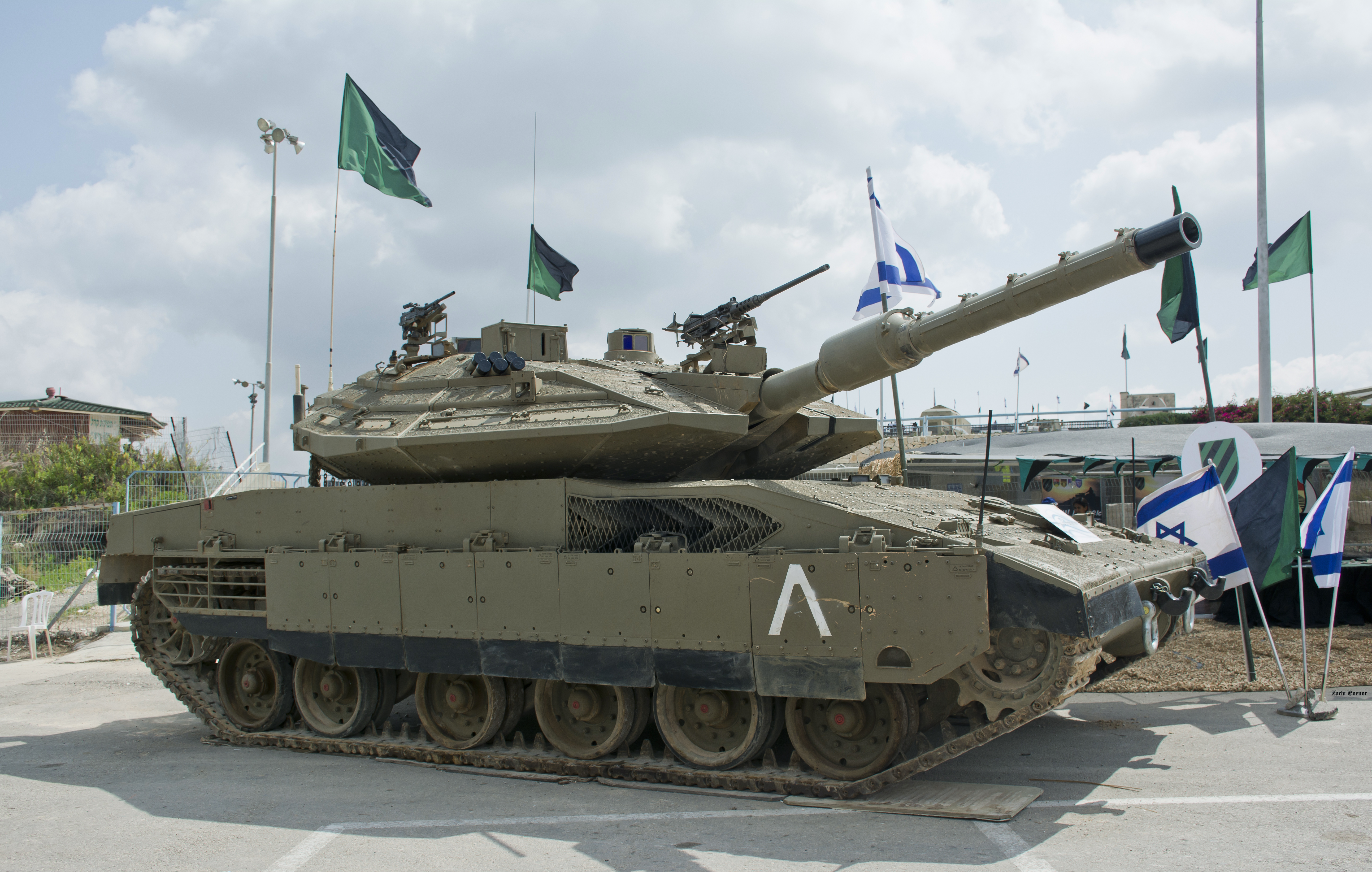
Merkava Mk IV

Die aktuelle Version wird seit 2003 produziert. Die Wanne wurde neu entwickelt, um das stärkere MTU-Triebwerk mit etwa 1100 kW Leistung und das Schalt-, Wende- und Lenkgetriebe RK 325 der Firma Renk aufzunehmen. Die spezifische Leistung konnte durch die gleichbleibende Fahrzeugmasse von 65 Tonnen auf 17 kW/t verbessert werden. Die Fahrzeuge werden auch mit den robusteren Gleisketten Mazkom ausgerüstet, um den Kettenverschleiß durch das Basaltgestein der Golanhöhen zu reduzieren. Die Bewaffnung änderte sich gegenüber dem Vorgänger Mark III nicht, lediglich das modernere Feuerleitsystem Knight Mark 4 wurde eingerüstet. Durch das unabhängige Wärmebildgerät des Kommandanten ist das Fahrzeug auch nachts Hunter-Killer-fähig. Um netzwerktauglich zu sein, wurde das BMS (Battle Management System) von Elbit Systems eingebaut. Das System stellt unter anderem die Position eigener Einheiten und entdeckter Gegner auf einem Bildschirm dar. Der Merkava IV ist mit vier an den Außenseiten montierten Kameras ausgestattet, die der Besatzung einen Rundumblick ermöglichen. Aufgrund der schlechten Erfahrungen mit Panzerabwehrflugkörpern im Libanonkrieg 2006 werden alle Mark IV mit dem Hardkill-System  Windbreaker  ausgerüstet, das zusätzlich die Startorte gegnerischer Flugkörper lokalisieren kann.

### Merkava Mark V
Im März 2022 wurde bekannt, dass der Merkava V innerhalb eines Jahres in die Bewaffnung der israelischen Armee aufgenommen werden soll. Spätere Berichte sprechen davon, dass die offizielle Bezeichnung Merkava IV Barak (Blitz) laute. Als Neuerungen werden das Selbstschutzsystem Trophy APS sowie ein mit erweiterten HUD-Funktionen ausgestatteter Kommandantenhelm genannt. Durch die Technologie sollen auch VR-Trainings möglich sein.

## Plattformen
Durch den Frontmotor können auf Basis der Merkava-Wanne alle Arten von Gefechtsfahrzeugen verwirklicht werden, von denen bislang nur der Kampfpanzer Merkava selbst und die Mannschaftstransportversion Namer in Serie gebaut werden. Das Prinzip, Kampffahrzeuge besser gegen Minen und Flankenbedrohungen zu schützen sowie ein gemeinsames gepanzertes Fahrgestell für verschiedene Gefechtsfahrzeuge zu verwenden, wird inzwischen auch von anderen Ländern verfolgt. Ein Beispiel hierfür ist das GCV-Programm der US-Armee, das eine modular aufgebaute Fahrzeugfamilie vergleichbarer Lastenklasse zum Ziel hat.

### Kampfpanzer

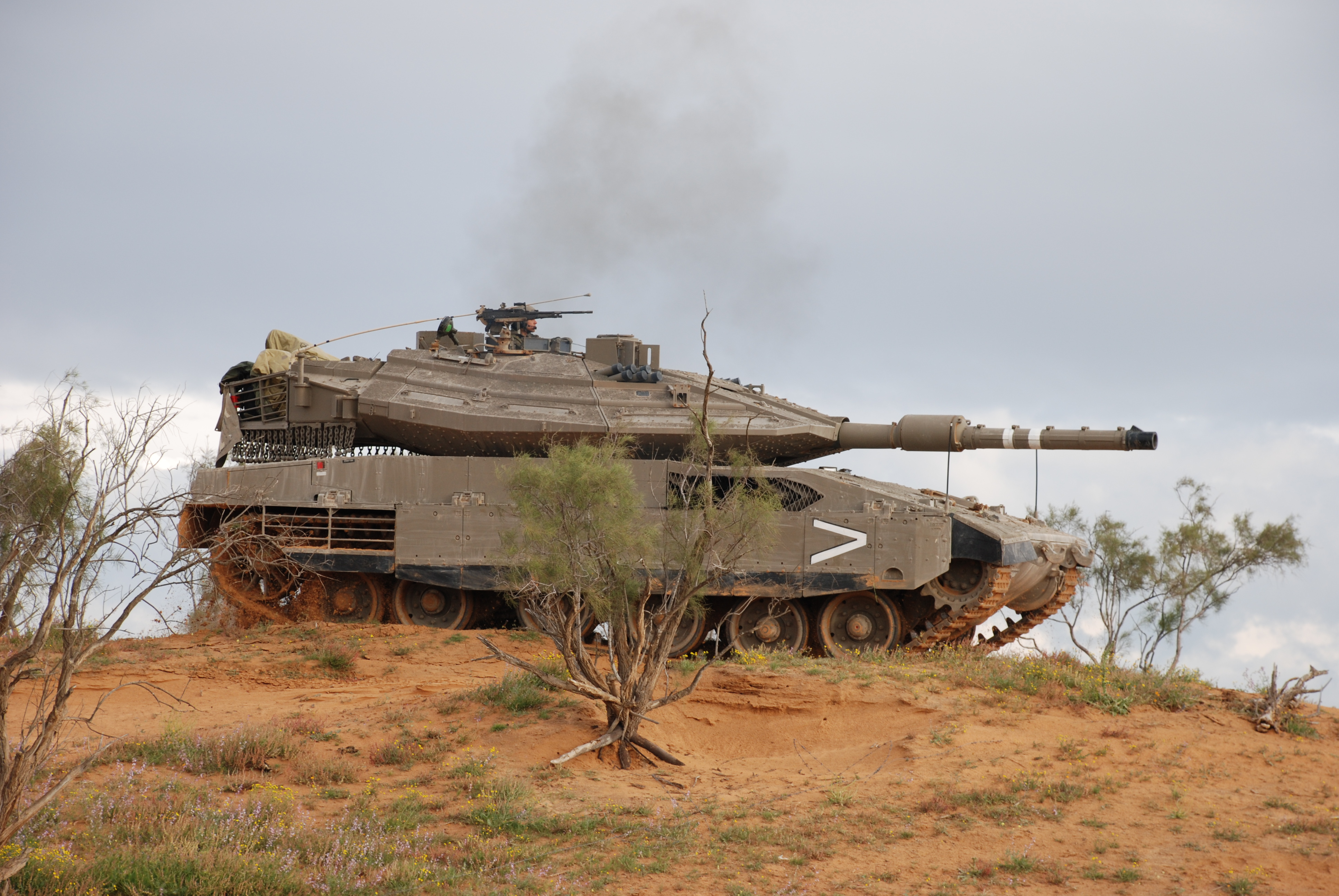
Merkava IV im Gelände

Die Kampfpanzerversion Merkava wird seit 1978 produziert und ist inzwischen schon in der vierten Generation verfügbar. Seine Aufgabe ist die Bekämpfung gegnerischer Panzer und befestigter Stellungen mit der 120-mm-Glattrohrkanone sowie den zahlreichen Maschinengewehren. Beim Kampf in urbanem Gebiet unterstützt er die Infanterie durch seine Feuerkraft und seinen Panzerschutz. Verglichen mit den Kampfpanzern anderer Länder ist der Turm des Merkava IV recht homogen gepanzert, die Seiten sind fast so stark geschützt wie die Turmfront. Damit soll dem häufigen Einsatz im Häuserkampf Rechnung getragen werden. Neben seinen Aufgaben als Kampfpanzer kann der Merkava auch eine kleine Gruppe Infanteriesoldaten oder einen Kommandoposten in seinem Heck transportieren. Zum Abtransport von Verwundeten existiert auch eine Tankbulance-Ausstattung mit medizinischer Ausrüstung und Personal zur Erstversorgung.

### Mannschaftstransporter

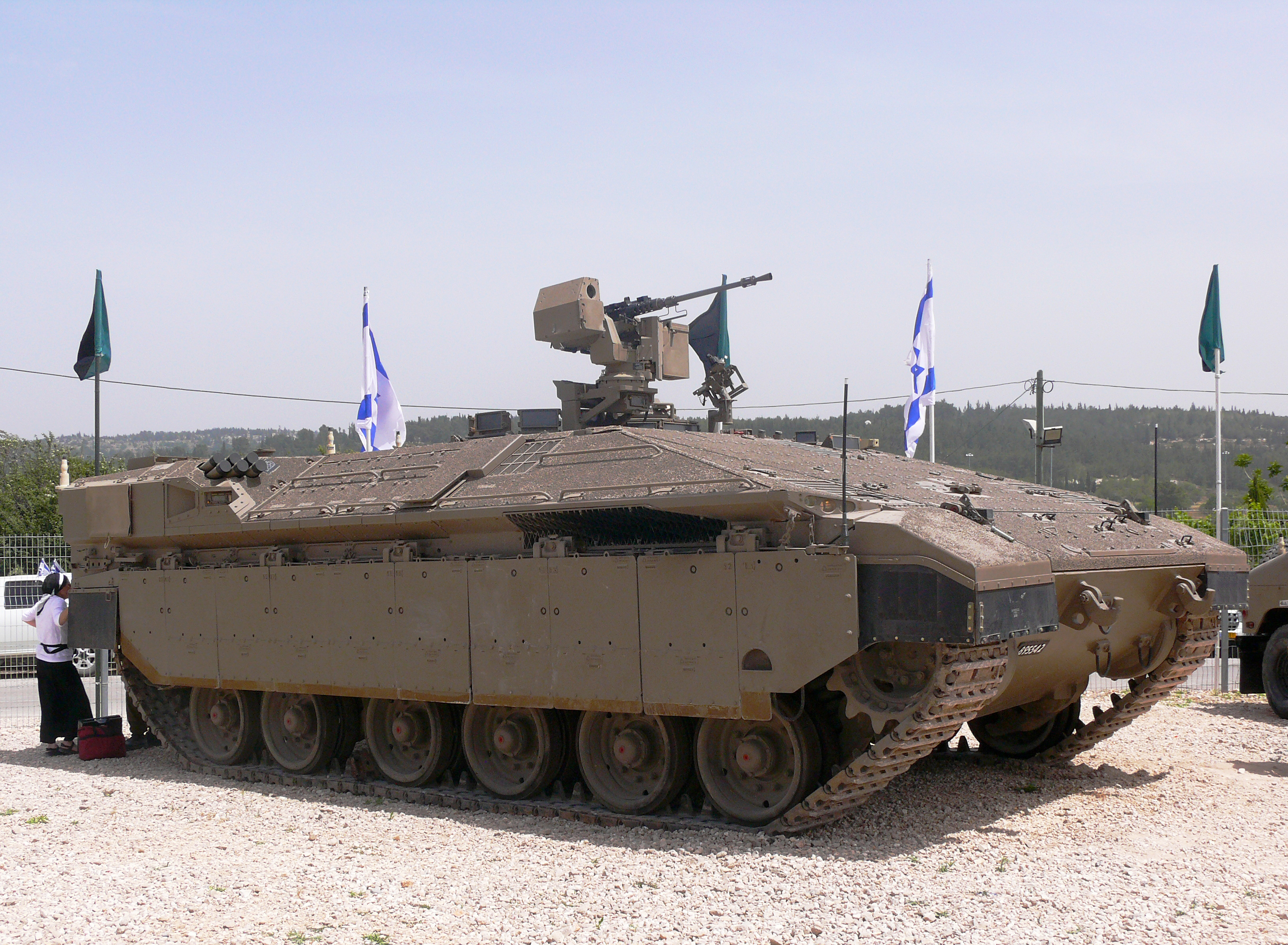
Mannschaftstransporter Namer

Der Mannschaftstransporter Namer wurde auf der Eurosatory 2005 der Öffentlichkeit erstmals vorgestellt. Das Fahrzeug besaß zu diesem Zeitpunkt bereits eine fernbedienbare Waffenstation, die aus dem Inneren des Fahrzeugs bedient werden konnte. Nach den Erfahrungen des Libanonkrieges 2006 wurde entschieden, die Fahrzeuge unter Verwendung des Merkava-IV-Chassis komplett neu zu bauen; unter anderem wurde dabei die Heckklappe vergrößert. Seit 2008 wird der Panzer von der Staatsfirma MANTAK an den Zahal ausgeliefert. Das Fahrzeug wiegt 60 Tonnen, kann neben der dreiköpfigen Besatzung acht Soldaten transportieren, und soll die Mannschaftstransporter M113 ersetzen. Zwar basiert die Wanne auf dem Merkava IV, jedoch wurde der 880 kW starke Antriebsstrang vom Merkava III übernommen. Es existiert auch eine Version mit zwei Tragen und medizinischer Ausrüstung, die analog Namerbulance genannt wird.

### Panzerhaubitze

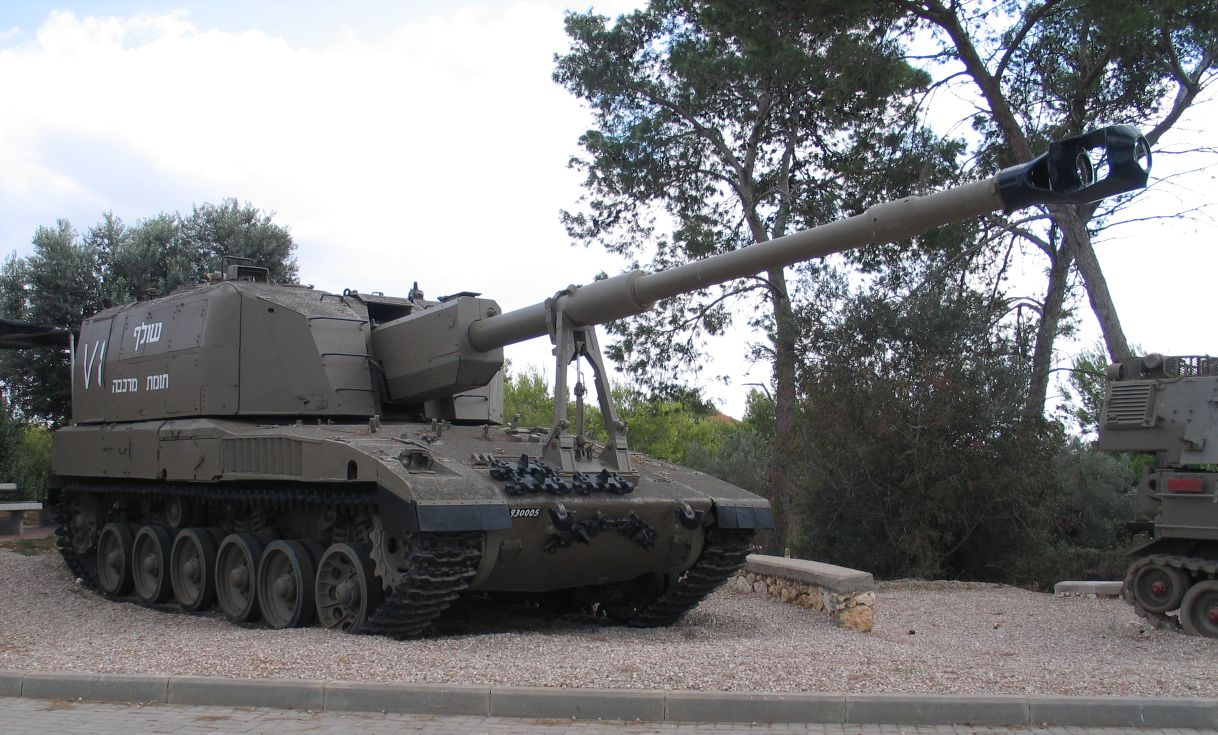
Sholef im Beyt-ha-Totchan-Museum

Von der Panzerhaubitze Sholef wurden zwischen 1984 und 1986 nur zwei Prototypen gebaut. Das 45 Tonnen schwere Fahrzeug ist auf Basis der Merkava-I-Wanne entwickelt worden und mit einer 155-mm-L/52-Kanone mit Mündungsbremse ausgerüstet. Die Haubitze verfügt über einen Ladeautomaten, der 60 Geschosse samt Treibladungen fasst. Weitere 15 Geschosse können bei Bedarf im Fahrzeug transportiert werden und dem Lader im Verlaufe des Feuergefechtes zugeführt werden. Der Ladevorgang des Geschützes verläuft ähnlich wie in der Panzerhaubitze 2000, so dass nur die Treibladungen manuell eingelegt werden müssen.
Für die Bedienung werden nur zwei Personen im Turm benötigt (Kommandant und Lader), vorgesehen waren jedoch drei, um den Kommandanten zu entlasten. Das Feuerleitsystem verwendet GPS und Trägheitsnavigation, um die eigene Position im Raum zu bestimmen. Eine Besonderheit ist die Fähigkeit, Ziele aus der Fahrt heraus im direkten Schuss bekämpfen zu können. Der hydraulische Turmdrehmechanismus wurde vom Mark I übernommen. Trotz besserer Leistungsdaten wurde das Fahrzeug nicht in Serie produziert, vermutlich weil durch die US-amerikanische Militärhilfe die M109 Doher preisgünstiger zu beschaffen und zu unterhalten sind.

### Bergepanzer
Die Bergepanzerversion Merkava ARV, manchmal auch als Nemmera bezeichnet, ist das neueste Familienmitglied und bietet Platz für Fahrer, Kommandant und ein achtköpfiges Mechanikerteam. Um den Komfort zu verbessern, wurde die Heckklappe vergrößert. Die Wanne wurde vom Merkava III übernommen und auf der rechten Kettenschulter mit einem 50-t/m-Kran und einer 35-Tonnen-Winde am Heck versehen. Zum Antrieb der Systeme wurde ein Hilfstriebwerk eingebaut. Ein Triebwerksblock des Merkava IV kann für einen Wechsel im Feld auf dem Fahrzeug transportiert werden. Statt des Mechanikerteams sollen auch zwei Tragen und medizinisches Personal samt Ausrüstung im Heck unterzubringen sein. Über die Truppeneinführung wurde noch nicht entschieden.

## Einsätze
Aufgrund des Dauerkonfliktes mit den Nachbarländern Israels werden nur die größten Panzeroperationen beschrieben. Generell werden die Merkavas jederzeit und überall eingesetzt, zum Beispiel auch zur Sicherung an Kontrollstellen.

### Libanonkrieg 1982
Um die im Libanon erstarkte PLO zu schwächen und teilweise zu zerschlagen, begann Israel unter seinem Regierungschef Menachem Begin am 6. Juni 1982 einen Angriff auf den Libanon. Ziel war die Zerschlagung der militärischen PLO-Organisation durch den Vormarsch bis Beirut, von wo aus die PLO ihre Aktionen koordinierte. Der Zahal stieß zunächst entlang der Küste vor, überquerte den Fluss Awall und drang in Beirut ein. Danach drehten die Bodenstreitkräfte östlich in die Bekaa-Ebene ein, um von dort weiter nach Norden vorzustoßen. Unterwegs wurden auch mehrere T-62 abgeschossen. In der Bekaa-Ebene trafen die Merkava I auf zahlenmäßig unterlegene syrische T-72 und T-72M. Während die Israelis rund 50 Panzer im gesamten Konflikt verloren, lagen die Verluste der Syrer zwischen 350 und 400 Panzern. Insgesamt verloren die Syrer etwa 19 T-72 durch Beschuss von Merkava-I-Panzern, weitere wurden durch TOW-Systeme zerstört, während kein Merkava durch einen T-72 zerstört wurde. Israel setzte neben dem Merkava auch in der Luft modernstes Gerät ein, wie die McDonnell Douglas F-15, welche die Lufthoheit erkämpfte. Die vorrückenden Bodenstreitkräfte wurden auch durch Bell AH-1 Cobras unterstützt, so dass die Besetzung bereits am 23. August abgeschlossen werden konnte. Ende August musste sich die PLO auf Druck Israels aus dem Libanon zurückziehen und richtete in Tunis ihr neues Hauptquartier ein. Während der Belagerung von Beirut bis zum Rückzug in die Sicherheitszone im Südlibanon im Juni 1985 wurden erste Erfahrungen mit der asymmetrischen Kriegführung gemacht, welche in die Verbesserung des Nachfolgemodells einflossen, das ab 1983 in Produktion ging.

### Gazastreifen
Seit der Intifada ab 1987 werden die Merkavas stets in bebautem Gebiet eingesetzt, um die Infanterie bei ihrem Vorgehen zu unterstützen. Dabei wird in der Regel handstreichartig vom israelischen Hoheitsgebiet aus auf das Zielgebäude vorgestoßen, um Verhaftungen oder gezielte Tötungen vorzunehmen, Waffendepots und Produktionsstätten auszuheben oder Schlüsselpositionen zu besetzen. Das Vorgehen besteht meist darin, eine gepanzerte IDF Caterpillar D9 vorzuschicken, um Sprengfallen aus dem Weg zu räumen oder diese vorzeitig zur Detonation zu bringen. Die Räumarbeit der Raupe wird dabei von Infanterie gesichert, welche in Achzarit- oder Nagmachon-Mannschaftstransportpanzern den Vorstoß begleitet. Ist der Häuserkampf unumgänglich, rammt der Bulldozer ein Loch in ein Gebäude, in das ein Achzarit hineinfährt, um die Infanterie absitzen zu lassen. Diese schlägt nun Breschen in Wände, um von Haus zu Haus vorzustoßen und dabei Feinde zu bekämpfen, ohne reguläre Ein- und Ausgänge benutzen zu müssen, welche meist mit Sprengfallen gesichert sind. Dadurch kann die Zahl der gefallenen israelischen Soldaten trotz des Einsatzes in feindlicher Umgebung relativ niedrig gehalten werden. Während des gesamten Einsatzes leisten Merkava-Kampfpanzer erforderlichen Feuerschutz. Die in dieser Zeit entwickelten Merkava III und IV sind deshalb mit einer recht homogenen Panzerung des Turmes stark auf den Einsatz in diesem Szenario optimiert. Die Installation von Kamerasystemen zur Rundumbeobachtung und der Anbau des 12,7-mm-Maschinengewehrs sind ebenfalls darauf zurückzuführen.
Während der Al-Aqsa-Intifada wurden vier Merkavas zerstört: Im Februar 2002 fuhr ein Merkava III auf eine Bombe bei Netzarim, als er einem Angriff auf einen Siedlerkonvoi begegnen wollte. Das Fahrzeug wurde dabei völlig zerstört, alle vier Insassen kamen ums Leben. In der gleichen Region fuhr am 14. März 2002 später ein weiterer Merkava II/III auf einen Sprengsatz, der drei Soldaten tötete und den Panzer zerstörte. Ein dritter Merkava II/III wurde im September 2002 bei Gusch Katif durch eine Sprengladung mit über 100 kg zerstört, wobei ein Soldat starb und drei verwundet wurden. Im Februar 2003 folgte ein weiterer Mark III bei Dugit, wobei alle Insassen getötet wurden.
Am frühen Morgen des 25. Juni 2006 drangen mehrere Angreifer durch einen selbstgegrabenen Tunnel in der Nähe von Kerem Schalom auf israelisches Gebiet vor und überfielen einen Armeeposten. Ein dort stationierter Merkava wurde durch eine Rakete in die Heckluke getroffen, was die Munition entzündete. Zwei Besatzungsmitglieder wurden getötet und ein weiterer Soldat verwundet. Dabei wurde auch der Ladeschütze Gilad Schalit entführt.

### Libanonkrieg 2006

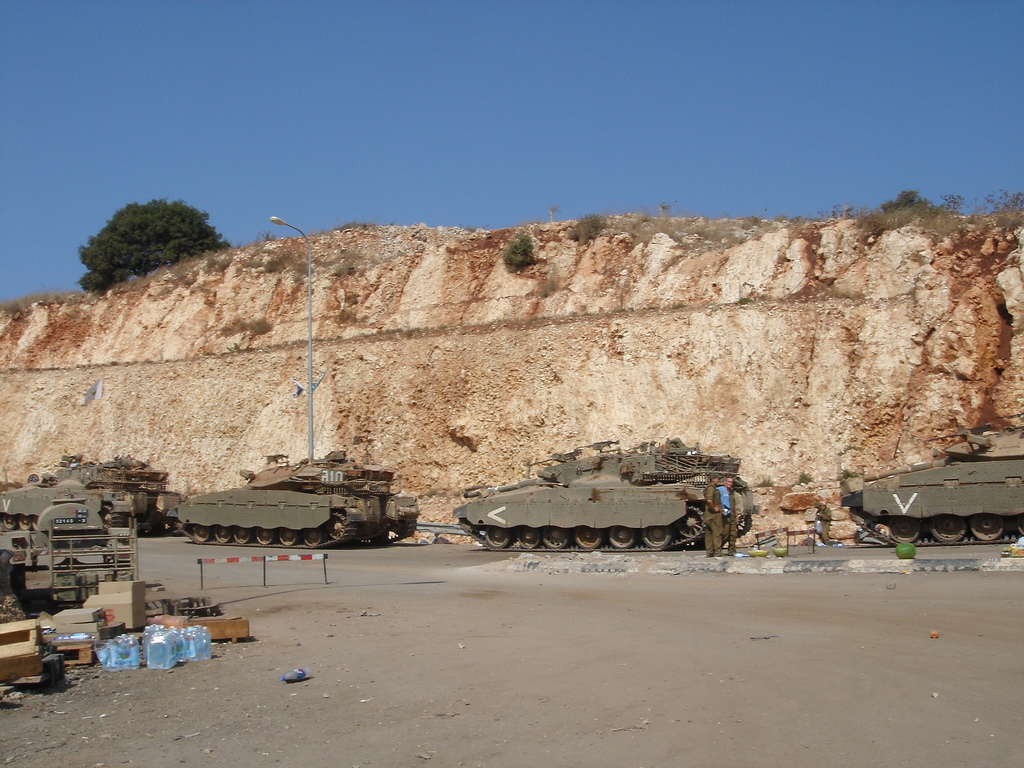
Merkava II und III beim technischen Halt am Straßenrand

Nach der Entführung von zwei Soldaten begann Israel am 12. Juli eine großangelegte Offensive gegen die vom Libanon aus operierende Hisbollah. Am 23. Juli überquerten israelische Bodentruppen die Grenze zum Libanon und drangen zur Ortschaft Marun ar-Ras auf einem die Gegend überragenden Berg vor. Am 25. Juli wurde die Stadt Bint Dschubail angegriffen, die als Hochburg der Hisbollah in Grenznähe gilt. Die Kämpfe dauerten mehrere Tage an. Die israelische Armee zog sich am 29. Juli zunächst aus dem Gebiet zurück. Die Hauptlast der Angriffe wurde von den israelischen Luftstreitkräften getragen, was sich im Nachhinein als zu optimistisch erwies. Während des Krieges wurden der Mark IV, der Mark IID sowie der Merkava Mk III BAZ eingesetzt. Auch die Standardversion des Merkava II wurde durch Reservisten eingesetzt, obwohl dieser nur durch Panzerstahl geschützt ist. Die Merkava II verschossen mehrere hundert M117 APAM. Die Merkava III und IV verschossen M494-Kartätschen mit größerem 120-mm-Treibspiegel, da das 120-mm-APAM-Geschoss noch nicht zur Verfügung stand. Durch Budgetkürzungen waren manche Merkavas auch ohne Rauchgranaten und Laserwarner im Einsatz. Während des Krieges verschoss die Artillerie ihren gesamten Vorrat an Nebelmunition, so dass gegnerische Panzerabwehrstellungen nicht mehr geblendet werden konnten. Wahrscheinlich wurden deshalb vermutete Panzerabwehrlenkwaffen-Stellungen vorsorglich mit Streumunition eingedeckt. Insgesamt setzte der Zahal mehrere hundert Panzer ein, wovon nach offiziellen Angaben etwa 10 % getroffen wurden. Bei 44 % der Treffer wurde die Panzerung durchschlagen. Insgesamt wurden 50 Merkavas beschädigt, davon konnten acht im Feld instand gesetzt werden. Nur zwei Panzer mussten abgeschrieben werden, zumindest einer davon war auf einen sehr großen Sprengsatz gefahren. Insgesamt wurden 23 Besatzungsmitglieder getötet und mehr als 100 verletzt. Als Folge des Krieges wurde die Einführung des Namer beschleunigt sowie die Integration von Hardkill-Systemen in Merkava IV und Namer beschlossen.

## Export

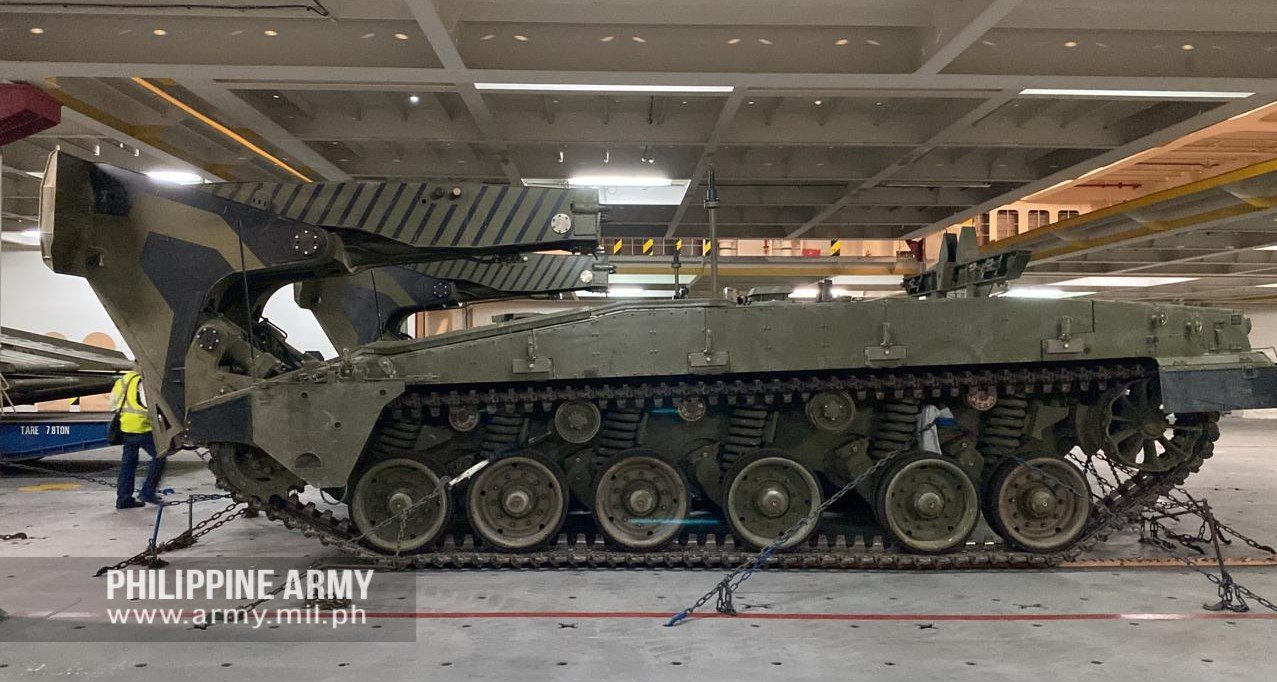
Bergepanzer der philippinischen Armee mit Merkava-IV-Chassis

Im Juli 2022 wurden 2 Bergepanzer an die philippinische Armee geliefert. Nach Spekulationen um eine mögliche Lieferung von 200 Merkava an die sich gegen Russland verteidigende Ukraine im Juni 2023 gab Israel den Export von Merkava-II- und -III-Panzern an Marokko und die Republik Zypern bekannt. Da diese geplante Lieferung sowjetische Panzermodelle T-80 und T-72 ersetzen wird, wird wiederum spekuliert, dass diese stattdessen zur ukrainischen Verwendung vorgesehen werden.